# Silvia Radu (politiciană)
Silvia Radu (n. 27 februarie 1972, Hîncești, RSS Moldovenească, URSS) este un manager, jurist și filolog din Republica Moldova. În perioada 2008–2015 a îndeplinit funcția de director a Gas Natural⁠(d) (fosta Unión Fenosa⁠(d)). A candidat la funcția de Președinte al Republicii Moldova la alegerile prezidențiale din Republica Moldova, 2016. Din noiembrie 2017 până în iunie 2018 a servit ca primar general interimar al municipiului Chișinău. În septembrie 2018, s-a anunțat că Radu va fi numită în funcția de ministru al sănătății în Guvernul Pavel Filip.

## Viață timpurie și studii
Silvia Radu s-a născut la 27 februarie 1972 la Hîncești, în familia unui tată profesor de limba română și mamă agronomă. A absolvit Universitatea din Navarra⁠(d) (Spania), facultatea Managementul Afacerilor; Universitatea de Stat din Moldova, Facultatea de Drept și cea de Limbi Străine; cât și Academia de Administrație Publică de pe lângă Guvernul RM, facultatea Relații Internaționale.

## Carieră managerială
La scurt timp după facultate, prin 1993, proaspăta absolventă Silvia este angajată la Ministerul Energeticii, care pe atunci era în căutare de specialiști în limbi străine. Prima funcție deținută a fost cea de șefă a secției relații internaționale la Departamentul de stat de Energetică, Resurse Energetice și Combustibil (pe atunci autoritatea de administrare a energeticii) în anii 1997–1999. La scurt timp după privatizarea unor întreprinderi energetice de către compania spaniolă Unión Fenosa⁠(d), Silvia devine, la 1 mai 2000, secretar general, director corporativ și vicepreședinte la reprezentanța din Republica Moldova a acestei companii. Ea deține această funcție până la 8 aprilie 2008, când devine președinte a Unión Fenosa în Moldova. În 2010, compania fuzionează cu Gas Natural⁠(d). În 2011, Silvia devine președinte al Asociației femeilor antreprenoare și al Asociației businesului european, ambele până în 2015. Tot în 2011 este numită consul onorific al Spaniei în Republica Moldova.
Cariera sa de manager a fost apreciată ca una prolifică, compania condusă de ea intrând în repetate rânduri în topul celor mai bune 10 companii angajatoare din Republica Moldova. De asemenea, a fost menționată de reprezentanța UNICEF în Moldova ca inițiatoarea unei serii de campanii de menire socială, iar compania a fost remarcată pentru tinerii cu dizabilități pe care îi are printre angajați. Totodată, Silvia a primit și numeroase critici, unii jurnaliști reproșându-i că „a făcut avere pe seama cetățenilor de rând atunci când a condus compania monopolistă de furnizare a energiei electrice”. Afirmația se bazează pe multiplele cereri de majorare a tarifelor la energia electrică la începutul anilor 2010, pe care Silvia le explică prin devalorizarea leului moldovenesc pe piața valutară internațională.
Împreună cu soțul său, deține mai multe întreprinderi agricole și imobiliare.
În calitatea sa de consul onorific al Spaniei în Republica Moldova, Silvia Radu a fost decorată în 2014 cu titlul de cavaler al Ordinului regal Isabela Catolica de către Felipe al VI-lea al Spaniei.

## Carieră politică
Silvia a plecat de la cârma Gas Natural Moldova în noiembrie 2015, invocând că are nevoie de o perioadă de pauză. După câteva luni, a declarat că vrea să fondeze un partid politic, dar a amânat inițiativa datorită anunțării alegerilor prezidențiale în republică. În octombrie 2016, Silvia Radu depune cerere la Comisia Electorală Centrală și este acceptată ca candidat independent la alegerile prezidențiale din 2016. În discursul său electoral, ea declara că „încrederea în actuala clasă politică e foarte scăzută” și soluția ar fi ca „Președintele țării [...] să fie în totalitate apolitic”. În campania sa electorală, a pledat pentru apropierea de Uniunea Europeană și instaurarea unei guvernări tehnocrate. Dintre toți candidații la Președinție, Silvia Radu a fost identificată ca cea mai bogată, declarând în anii 2015-2016 venituri de aproape 13,5 milioane de lei moldovenești.
La 6 noiembrie 2017, Silvia Radu este numită primar interimar al municipiului Chișinău de către fostul primar interimar Nistor Grozavu, care la rândul său preluase interimatul de la Dorin Chirtoacă în urma arestului celui din urmă. Astfel, Grozavu a devenit viceprimar, împreună cu consilierul Ruslan Codreanu.

## Viață personală
Silvia Radu este căsătorită cu Virgiliu Radu, cu care are trei copii: un băiat și două fete. Virgiliu este un om de afaceri; Silvia l-a cunoscut în timpul studiilor la USM, iar cei doi s-au căsătorit la scurt timp după absolvire.